# Paracemomen

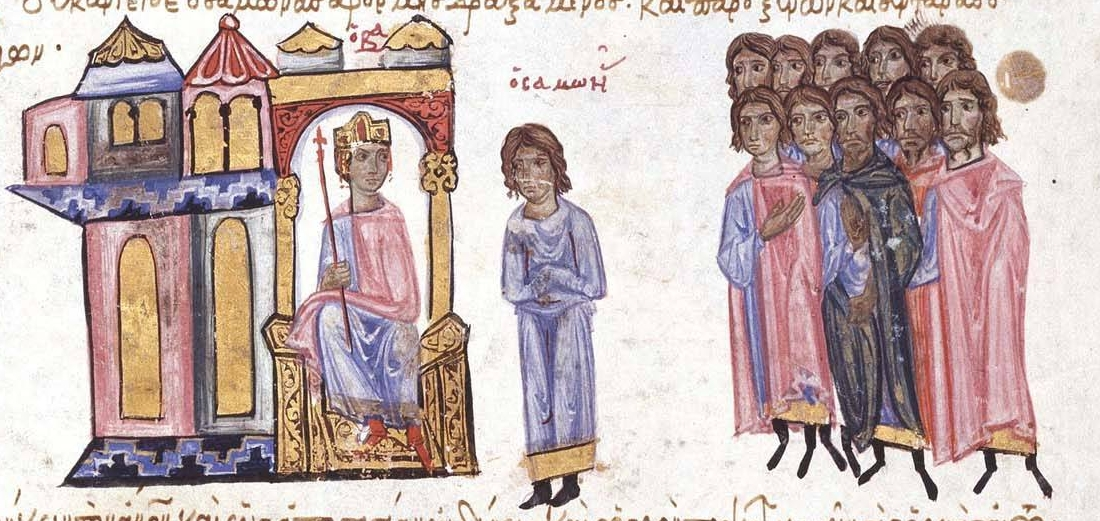
L'eunuc Samonas, que ostentava el càrrec de paracemomen, és dut davant l'emperador Lleó VI el Filòsof.

El paracemomen (Parakoimomenos), en grec medieval παρακοιμώμενος (literalment ‘el que dorm al costat [de la cambra de l'emperador]’), va ser un càrrec de l'Imperi Romà d'Orient que va arribar a ser un dels més alts de la cort.
El primer que en parla és Teòfanes el Confessor, i explica que el nom es va donar originàriament als κουϐικουλάριοι (Cubicularis), els eunucs que tenien cura de la "Sagrada alcova" o Cubiculum de l'emperador, i dormien fora de la cambra en una avantsala. Probablement el primer que va instaurar el càrrec va ser Lleó IV el Khàzar l'any 780.
Des de mitjans del segle ix i durant tot el segle x, el títol el van tenir determinades persones, no sempre els eunucs, i aprofitaven la seva proximitat a l'emperador per a exercir una influencia considerable. Alguns personatges, com ara Teòfanes el Confessor, Josep Bringas i Basili Lecapè van ser Primers Ministres, i Basili I el Macedoni va utilitzar aquest càrrec per a usurpar el tron de Miquel III l'Embriac. El lloc era important durant el segle xi, i va seguir existint durant la Dinastia dels Paleòlegs, que van fer reformes profundes en el sistema jeràrquic de l'imperi. Al segle xiv, el càrrec va ser separat en dues parts: el παρακοιμώμενος τοῦ κοιτῶνος, (parakimómenos tu kitonos) que conservava les seves funcions al kiton (el dormitori imperial) i el παρακοιμώμενος τῆς σφενδόνης (parakimómenos tis sfendonis), el responsable de la sfendoni, el segell de l'estat. Aquest últim càrrec va tenir un paper important en l'administració de l'imperi.